# Saint-Maixant, Gironde
Saint-Maixant är en kommun i departementet Gironde i regionen Nouvelle-Aquitaine i sydvästra Frankrike. Kommunen ligger i kantonen Saint-Macaire som tillhör arrondissementet Langon. År 2022 hade Saint-Maixant 2 046 invånare.

## Befolkningsutveckling
Antalet invånare i kommunen Saint-Maixant
Referens:INSEE